# شقفة مرسومة

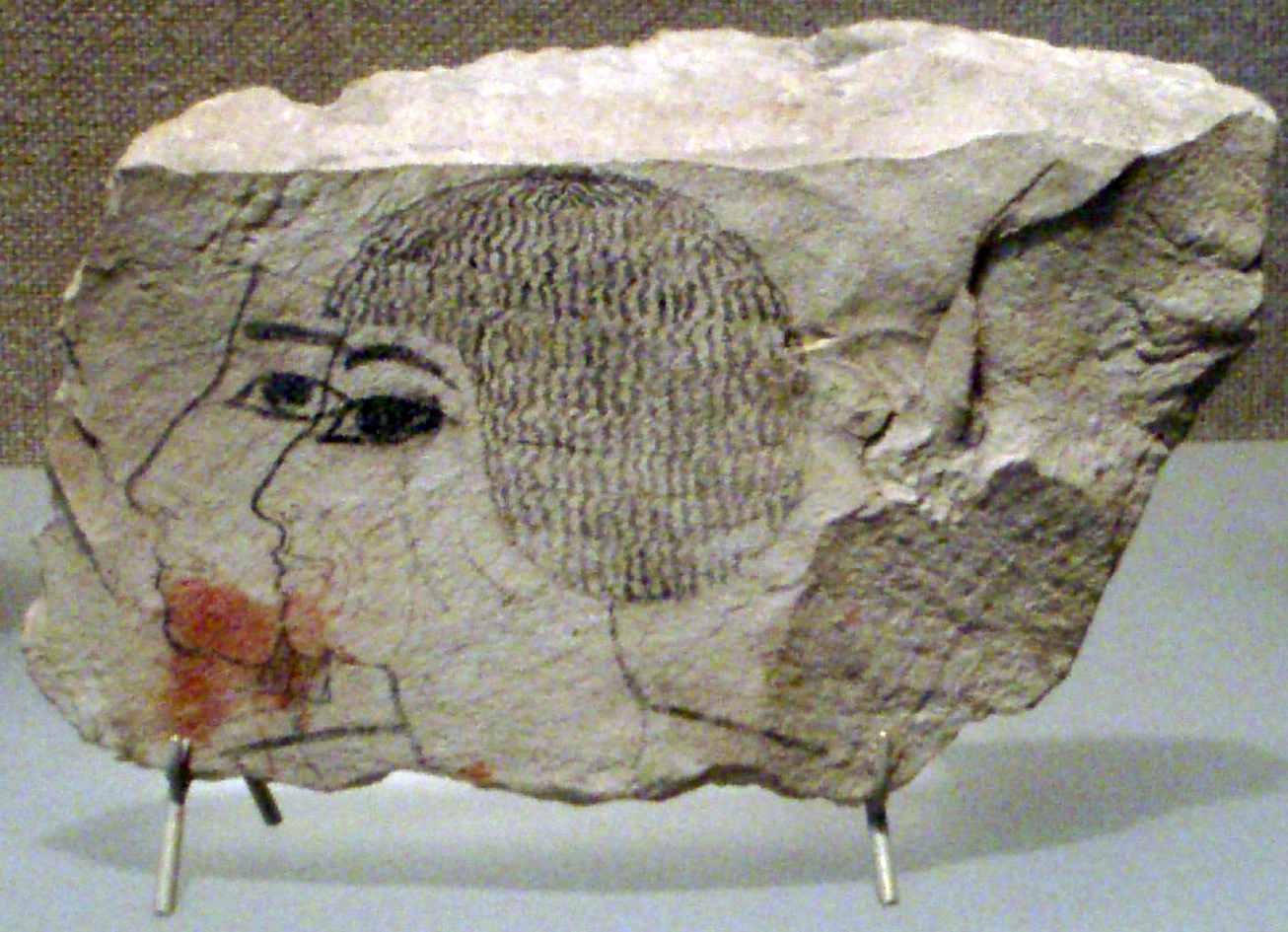
شقفة حجر (أوستراكون) عليها صورة سننموت.

شقفة مرسومة أو شقفة أثرية (بالإنجليزية:Ostracon ) قطعة من فخار مكسورة أو قطعة حجرية . بالعربية الفصحى للَّخْفَةُ : حجرٌ أَبيضُ عريض رقيق والجمع : لِخافٌ، كانت أمثال تلك الشقفات تستخدم في العصور القديمة للكتابة والرسم عوضا عن ورق البردي الذي كان من الصعب صناعته . استخدمها الفنانون لرسوماتهم المبدئية قبل تنفيذها على النقش الكبير، كما كانت تشكل أدوات للكتابة ولتعليم اللغة والحساب . كما كثر استخدام الشقفات في كتابة الخطابات .
كتب عليه بالحبر وأقلام أو كانت الخطوط تحفر فيها كأشكال أو كتابة . عثر علماء الآثار على الكثير منها في بلاد كثيرة مثل مصر القديمة أو من عهد الإغريق والرومان وغيرهم . استخدمها الإغريق في تصويتهم الديموقراطي، وبصفة خاصة في أثينا . وأحيانا كانت تكتب عليها مداولات القضايا . بذلك فالشقفات تشكل لعلماء الآثار مصدراً هاماً عن التاريخ وتعاملات الناس بحياتهم في الماضي.

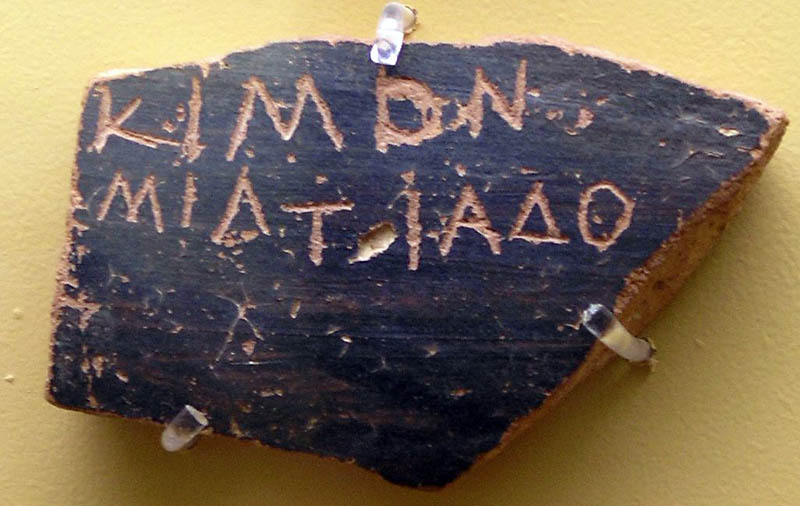
شقفة عليها اسم Kimon

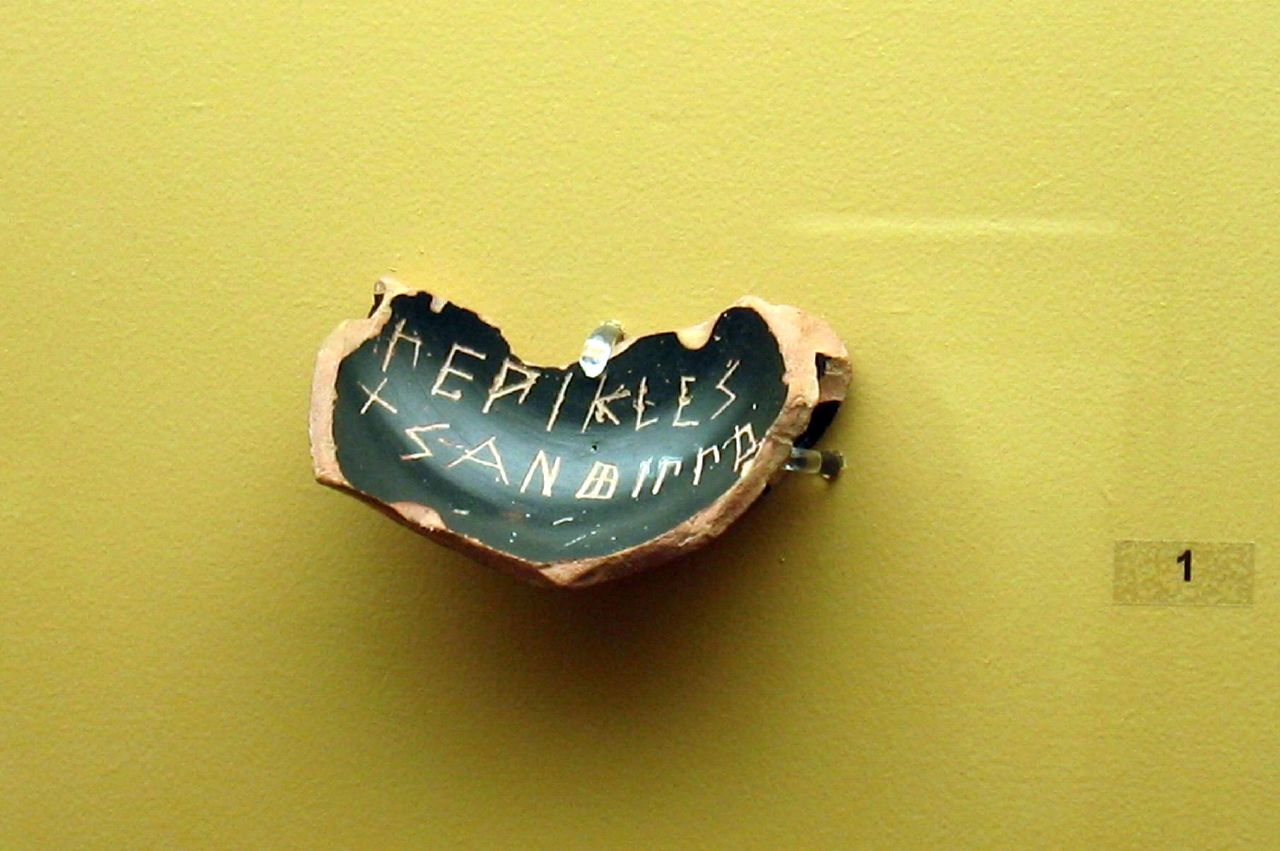
شقفة عليها اسم Perikles

## شقفات أثرية مصرية

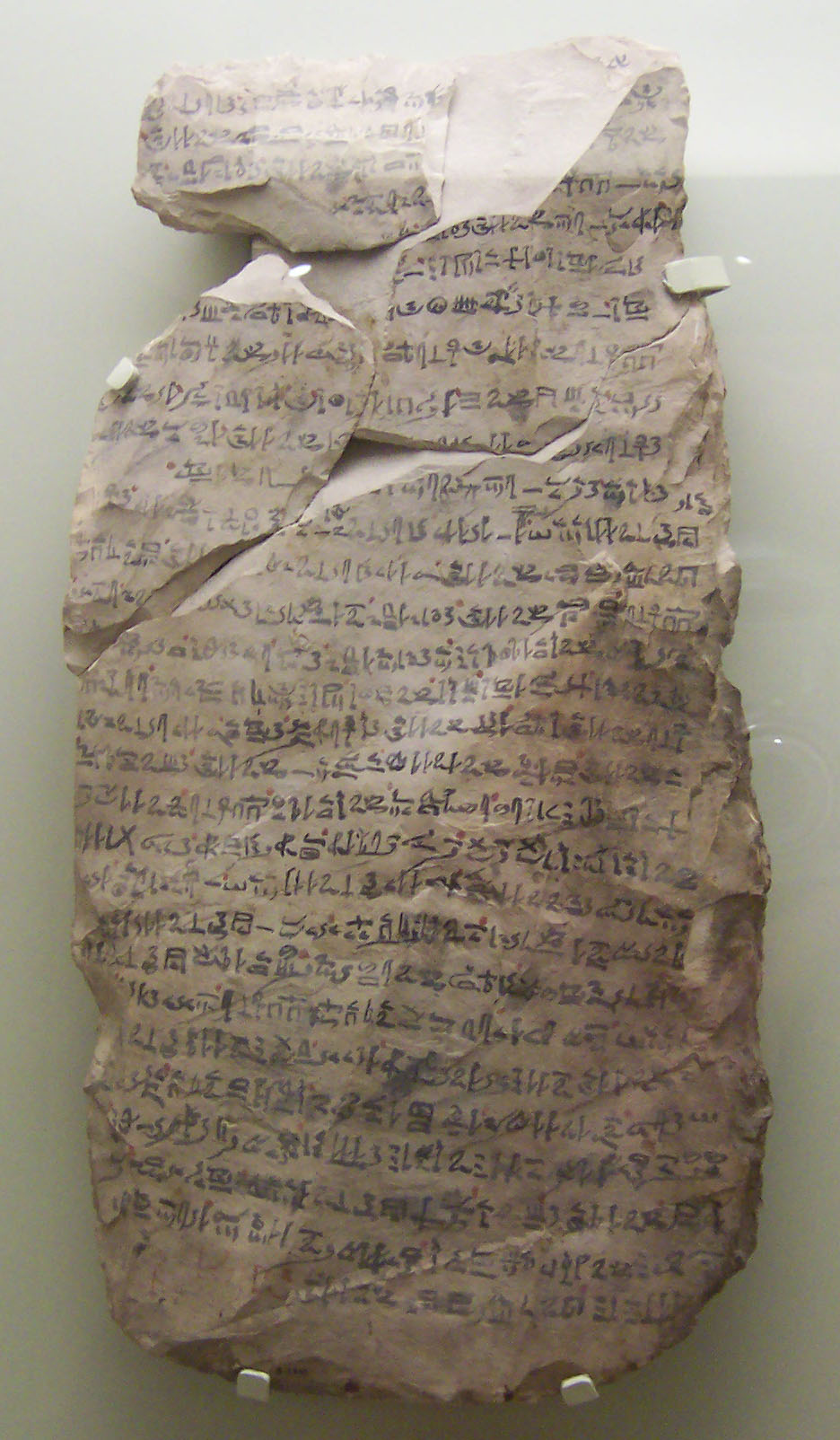
واحد من أربعة خطابات للوزير "خاي" مكتوب على قطعة من الحجر الجيري بالكتابة الهيراطيقية.

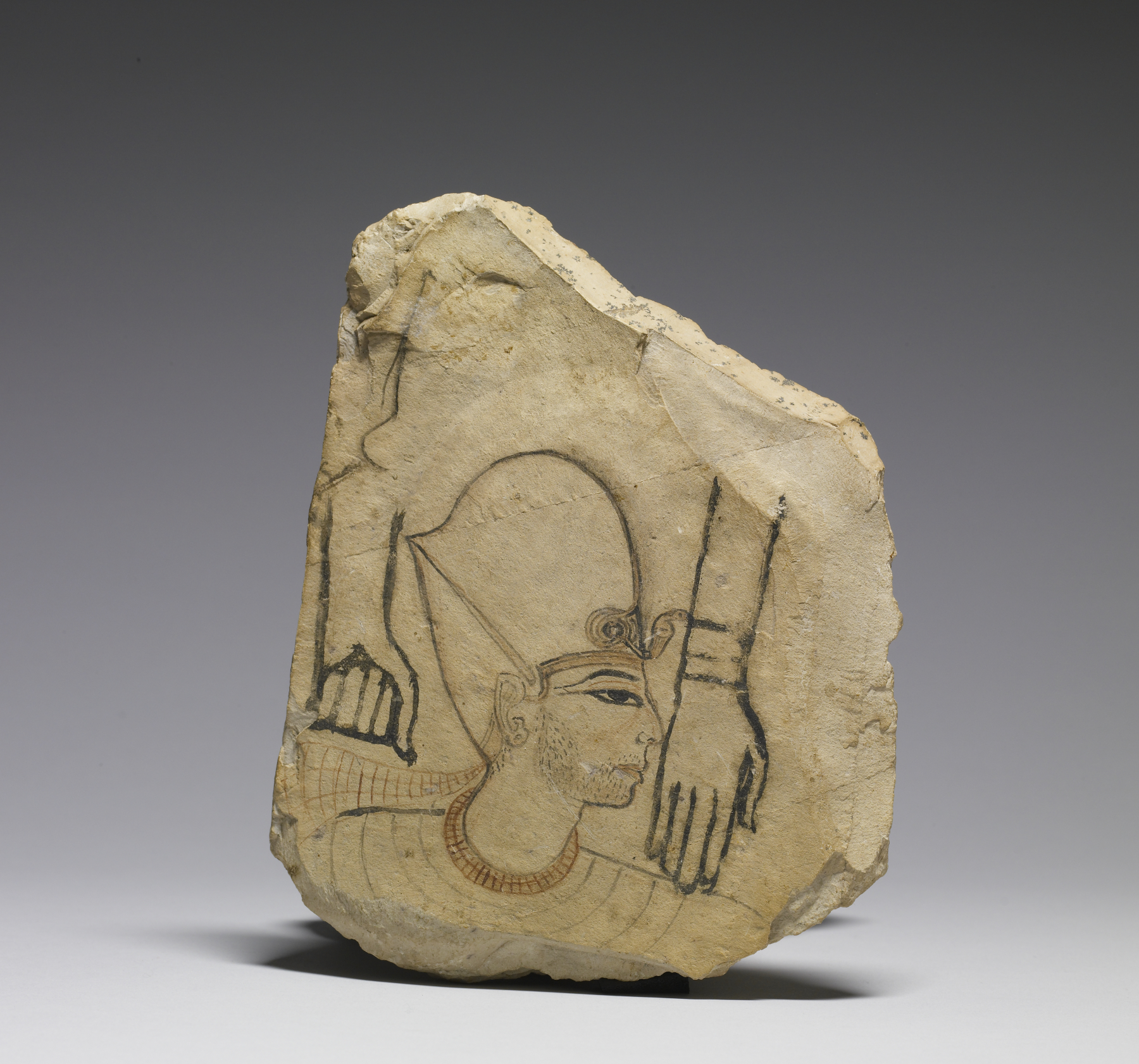
تظهر تلك الشقفة الدقة في رسم أحد ملوك الدولة المصرية الحديثة. أما الذراعان فرسمهما ليس بنفس الدقة. لهذا يعتقد أن تلك الشقفة كان يستخدمها معلم لتعليم أحد تلاميذه، وعليها ما قاما به من رسوم متحف والترز، بالتيمور.

كان المصريون القدماء يستخدمون أي سطح صالح للكتابة ليكتبون أو يرسمون عليه . فقد كانت الشقفات من المواد المتوفرة واستغلوها بكثرة، كما استخدموها في كتابة خظاباتهم أحيانا بدلا من أوراق البردي . ومنها ما كتبوا عليه وصفات طبية وكان التلاميذ يستخدمون الفطع الحجرية المستوية وشقفات الأوعية الفخارية المكسورة في تعلمهم الكتابة والحساب.
كانت الشقفات في العادة صغيرة ومكتوب عليها بعض الكلمات أو صورة صغيرة مرسومة بالحبر.
 ولكن وجد في أحد القبور وهو لرئيس العمال سننجم في دير المدينة على أعداد كبيرة من الشقفات، وكانت تحتوي على مقاطع من قصة سنوحي.
الاستفادة من مخطوطات ورسومات الشقفات من مصر عاون كثيراً على معرفة كيفية معيشة القدماء في حياتهم العادية . وقد حفظت تلك الوثائق بسبب صلابتها، كما ساعد المناخ الجاف في مصر على بقائها . فهي تحتوي على نصوص في الطب والعلاج كما تحتوي على رسائل بين الأصدقاء والمعارف، في حين أن تلك الآثار قد اختفت في حضارات أخرى .
فهي تتيح لنا التعرف على الحياة اليومية للقدماء على طبيعتها، وليس أن تكون المعرفة أتية من مصادر مدونة رسمية .

## اقرأ أيضاً
- شقفات طبية من دير المدينة
- سننموت
- دير المدينة